# 1970-es labdarúgó-világbajnokság-selejtező (UEFA – 2. csoport)
Az 1970-es labdarúgó-világbajnokság európai 2. selejtezőcsoportjának mérkőzéseit, és a csoport végeredményét tartalmazó lapja. A csoportban körmérkőzéses, oda-visszavágós rendszerben játszottak egymással a labdarúgó-válogatottak. A selejtezőket 1968. szeptember 25. és 1969. december 3. között rendezték. A csoport győztese automatikus résztvevője lett az 1970-es labdarúgó-világbajnokságnak. 
A csoportban Csehszlovákia, Dánia, Írország és Magyarország szerepelt. Magyarország és Csehszlovákia azonos pontszámmal zárta a selejtezőket és semleges helyszínen egy mindent eldöntő harmadik mérkőzésre került sor kettejük között.
Csehszlovákia jutott ki az 1970-es világbajnokságra.

## Tabella
| Hely. | Csapat        | M | Gy | D | V | G+ | G– | Gk  | P | Továbbjutás  |     | Magyarország | Csehszlovákia | Dánia | Írország |
| ----- | ------------- | - | -- | - | - | -- | -- | --- | - | ------------ | --- | ------------ | ------------- | ----- | -------- |
| 1.    | Magyarország  | 6 | 4  | 1 | 1 | 16 | 7  | +9  | 9 | Pótselejtező |     | —            | 2–0           | 3–0   | 4–0      |
| 2.    | Csehszlovákia | 6 | 4  | 1 | 1 | 12 | 6  | +6  | 9 | Pótselejtező |     | 3–3          | —             | 1–0   | 3–0      |
| 3.    | Dánia         | 6 | 2  | 1 | 3 | 6  | 10 | −4  | 5 |              |     | 3–2          | 0–3           | —     | 2–0      |
| 4.    | Írország      | 6 | 0  | 1 | 5 | 3  | 14 | −11 | 1 |              | 1–2 | 1–2          | 1–1           | —     |          |

## Mérkőzések
| 1968. szeptember 25. |

| Dánia | 0–3         | Csehszlovákia                |
| ----- | ----------- | ---------------------------- |
|       | Jegyzőkönyv | Jokl 11' Kuna 22' Hagara 80' |

| Idrætsparken, Koppenhága Nézőszám: 30,258 Játékvezető: Martti Hirviniemi (finn) |

| 1968. október 20. |

| Csehszlovákia | 1–0         | Dánia |
| ------------- | ----------- | ----- |
| Jokl 56'      | Jegyzőkönyv |       |

| Tehelné pole, Pozsony Nézőszám: 14,249 Játékvezető: Anton Bucheli (svájci) |

| 1968. december 4. |

| Írország             | 1–1 (Félbeszakadt 50') | Dánia      |
| -------------------- | ---------------------- | ---------- |
| Giles 40' (11-esből) |                        | Wiberg 21' |

| Dalymount Park, Dublin Játékvezető: David Syme (skót) |

| 1969. május 4. |

| Írország   | 1–2         | Csehszlovákia        |
| ---------- | ----------- | -------------------- |
| Rogers 17' | Jegyzőkönyv | Kabát 51' Adamec 71' |

| Dalymount Park, Dublin Játékvezető: Antonio Saldanha (portugál) |

| 1969. május 25. |

| Magyarország            | 2–0         | Csehszlovákia |
| ----------------------- | ----------- | ------------- |
| Dunai A. 11' Albert 88' | Jegyzőkönyv |               |

| Népstadion, Budapest Nézőszám: 72,938 Játékvezető: Aurel Bentu (román) |

| 1969. május 27. |

| Dánia               | 2–0         | Írország |
| ------------------- | ----------- | -------- |
| O. Sørensen 34' 66' | Jegyzőkönyv |          |

| Idrætsparken, Koppenhága Nézőszám: 26,195 Játékvezető: Szergej Arhipov (szovjet) |

| 1969. június 8. |

| Írország   | 1–2         | Magyarország          |
| ---------- | ----------- | --------------------- |
| Givens 59' | Jegyzőkönyv | Dunai A. 23' Bene 80' |

| Dalymount Park, Dublin Nézőszám: 17,268 Játékvezető: Vital Loraux (belga) |

| 1969. június 15. |

| Dánia                                     | 3–2         | Magyarország       |
| ----------------------------------------- | ----------- | ------------------ |
| O. Sørensen 3' Le Fevre 35' O. Madsen 63' | Jegyzőkönyv | Bene 7' Farkas 39' |

| Idrætsparken, Koppenhága Nézőszám: 29,957 Játékvezető: Kåre Sirevaag (norvég) |

| 1969. szeptember 14. |

| Csehszlovákia                   | 3–3         | Magyarország                     |
| ------------------------------- | ----------- | -------------------------------- |
| Hagara 26' Kvašňák 51' Kuna 75' | Jegyzőkönyv | Bene 9' Dunai A. 36' Fazekas 48' |

| Letná Stadion, Prága Nézőszám: 33,907 Játékvezető: Kurt Tschenscher (nyugatnémet) |

| 1969. október 7. |

| Csehszlovákia     | 3–0         | Írország |
| ----------------- | ----------- | -------- |
| Adamec 9' 37' 45' | Jegyzőkönyv |          |

| Letná Stadion, Prága Nézőszám: 32,879 Játékvezető: Concetto Lo Bello (olasz) |

| 1969. október 15. |

| Írország   | 1–1         | Dánia                    |
| ---------- | ----------- | ------------------------ |
| Givens 11' | Jegyzőkönyv | B. Jensen 84' (11-esből) |

| Dalymount Park, Dublin Nézőszám: 19,603 Játékvezető: John Paterson (skót) |

| 1969. október 22. |

| Magyarország           | 3–0         | Dánia |
| ---------------------- | ----------- | ----- |
| Bene 15' 88' Szűcs 28' | Jegyzőkönyv |       |

| Népstadion, Budapest Nézőszám: 32,852 Játékvezető: Alfred Ott (nyugatnémet) |

| 1969. november 5. |

| Magyarország                                     | 4–0         | Írország |
| ------------------------------------------------ | ----------- | -------- |
| Halmosi 30' Bene 49' Puskás L. 68' Kocsis L. 83' | Jegyzőkönyv |          |

| Népstadion, Budapest Nézőszám: 23,602 Játékvezető: Ladislav Jakše (jugoszláv) |

Magyarország és Csehszlovákia azonos pontszámmal zárta a selejtezőket és semleges helyszínen egy mindent eldöntő harmadik mérkőzésre került sor kettejük között.
| 1969. december 3. |

| Csehszlovákia                                         | 4–1         | Magyarország             |
| ----------------------------------------------------- | ----------- | ------------------------ |
| Kvašňák 44' (11-esből) Veselý 57' Adamec 65' Jokl 80' | Jegyzőkönyv | Kocsis L. 90' (11-esből) |

| Stade Vélodrome, Marseille Nézőszám: 7,857 Játékvezető: Roger Machin (francia) |